# Pseudorhombilidae
De Pseudorhombilidae is een familie uit de superfamilie Xanthoidea van de infraorde krabben (Brachyura).

## Systematiek
De Pseudorhombilidae omvat volgende geslachten: 
- Bathyrhombila Hendrickx, 1998
- Chacellus Guinot, 1969
- Cyrtoplax Rathbun, 1914
- Euphrosynoplax Guinot, 1969
- Lophoxanthus A. Milne-Edwards, 1879
- Micropanope Stimpson, 1871
- Nanoplax Guinot, 1967
- Oediplax Rathbun, 1894
- Panoplax Stimpson, 1871
- Perunorhombila Števcic, 2005
- Pseudorhombila H. Milne Edwards, 1837
- Robertsella Guinot, 1969
- Scopolius Števčić, 2011
- Speocarcinus Stimpson, 1859
- Tetraxanthus Rathbun, 1898
- Thalassoplax Guinot, 1969
- Trapezioplax Guinot, 1969